# Craig (nome)
Craig  è un nome proprio di persona inglese e gaelico scozzese maschile.

## Origine e diffusione
Riprende il cognome scozzese Craig, che in origine indicava una persona abitante vicino ad una sporgenza rocciosa; etimologicamente, deriva infatti dal termine gaelico creag ("roccia", "sperone roccioso", "cima rocciosa").

## Onomastico
Non esistono santi che portano questo nome, che quindi è adespota. L'onomastico può essere festeggiato in occasione di Ognissanti, il 1º novembre.

## Persone

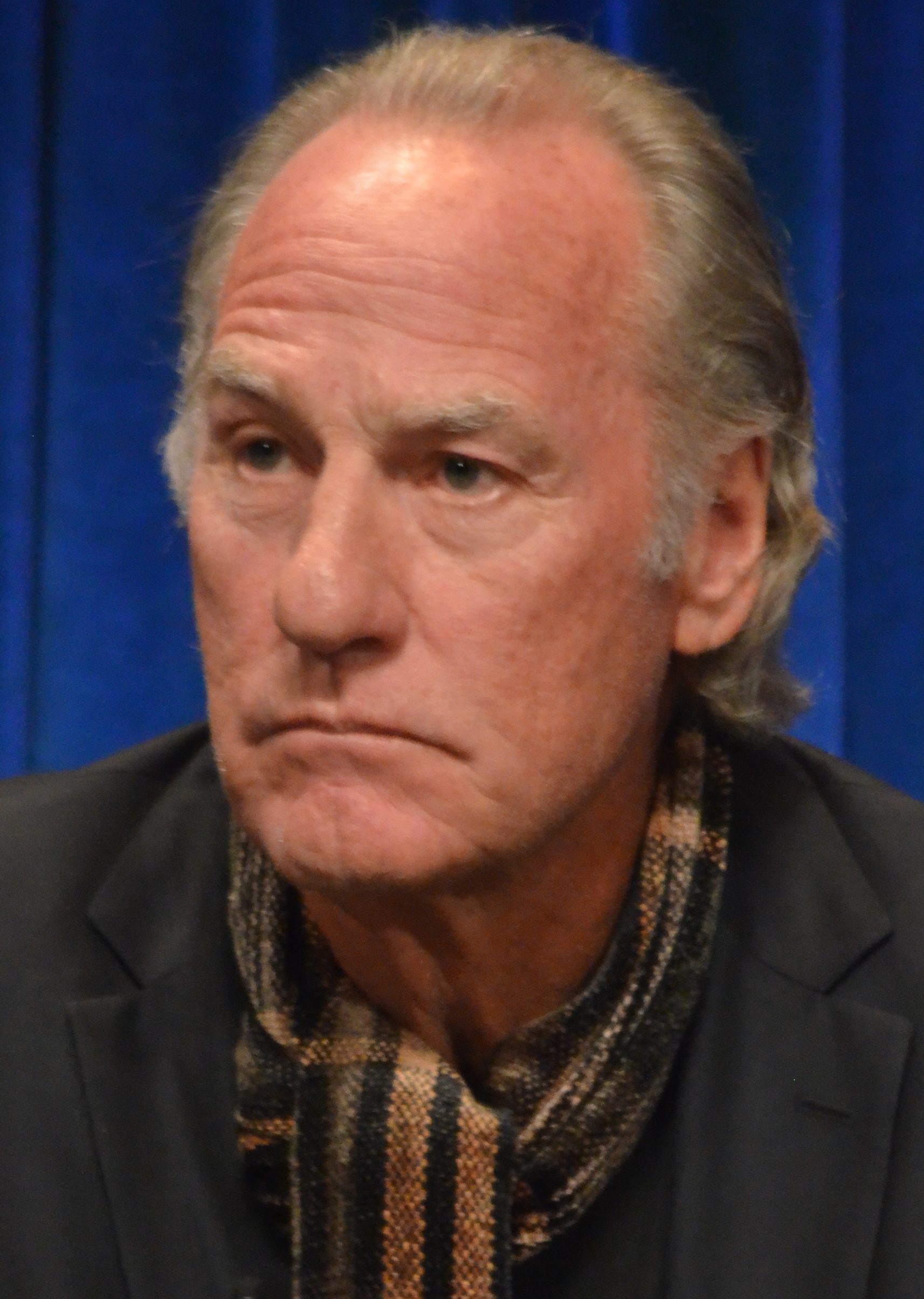
Craig T. Nelson

- Craig Armstrong, compositore scozzese
- Craig Bellamy, calciatore gallese
- Craig Czury, poeta statunitense
- Craig David, cantante britannico
- Craig Ferguson, conduttore televisivo, scrittore, attore e comico scozzese naturalizzato statunitense
- Craig Horner, attore australiano
- Craig Cameron Mello, biochimico statunitense
- Craig T. Nelson, attore statunitense
- Craig Robinson, attore, produttore cinematografico e doppiatore statunitense
- Craig Venter, biologo statunitense